# Wehrkirche Angeltürn

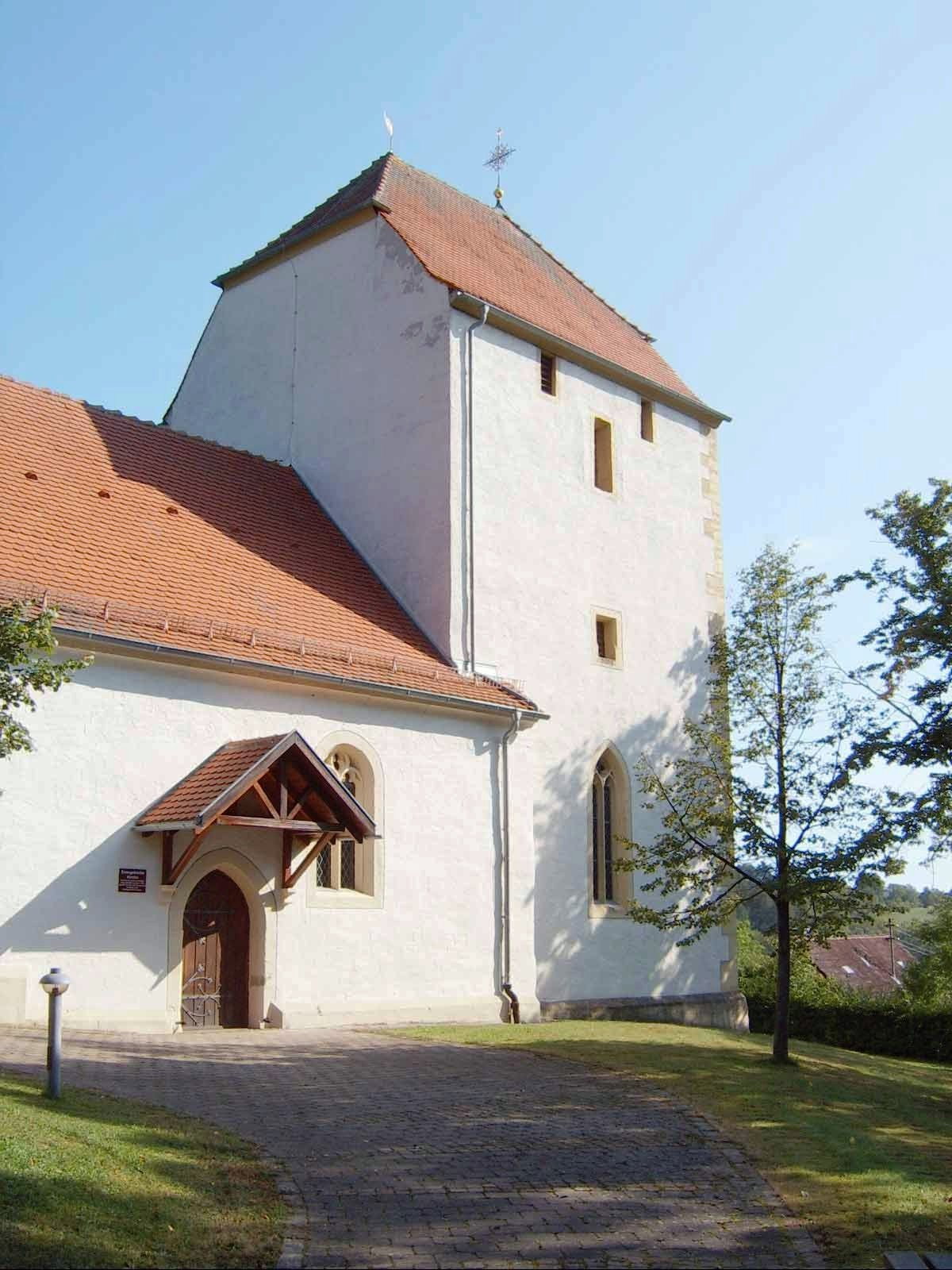
Wehrkirche Angeltürn

Die Wehrkirche (auch Bergkirche, Burgkirche oder Evangelische Kirche Angeltürn) prägt das Ortsbild von Angeltürn bei Boxberg im Main-Tauber-Kreis. Sie wurde wahrscheinlich als katholische Wallfahrtskirche erbaut, jedoch ist nicht bekannt, wie alt die Kirche ist. 1322 wurde sie erstmals urkundlich erwähnt. Eine Besonderheit stellen die sechs gotischen Wandfresken im Chorraum um 1450 dar. Die Kirche dient seit der Reformation der evangelischen Konfession. Die Kirchengemeinde Angeltürn ist Teil des evangelischen Kirchenbezirks Adelsheim-Boxberg.

## Lage
Die Wehrkirche steht auf etwas über 210 m ü. NHN an der Steinstraße über dem Dorf Angeltürn auf dem Mündungssporn eines Zuflusses des Angeltürner Baches, der weiter abwärts der Umpfer zumündet.

## Geschichte

### Sagen zur Entstehungsgeschichte der Kirche
Die Entstehungsgeschichte der Kirche ist sagenumwoben. Der Erbauer sei unschlüssig gewesen, wo er sie errichten sollte. Da sei ihm ein Engel erschienen, der ihm den Platz wies. Nach einer anderen Sage sei einem Hirten auf der Anhöhe, wo die Kirche daraufhin erbaut wurde, die Mutter Gottes erschienen.

### 1322: Erste urkundliche Erwähnung und Zeit als katholische Kirche
Die Kirche wird urkundlich das erste Mal 1322 erwähnt. Vermutlich war Maria die Kirchenpatronin, wofür eine der Gottesmutter geweihte Glocke im Turm spricht. Der Bau war wohl eine Wallfahrtskirche, weil er allein für die Gemeinde des damals nur 90 Seelen zählenden Dorfes viel zu groß war. Erst 1440 wurde die Kirche ein zweites Mal erwähnt.
Die Bauzeit konnte nicht bestimmt werden; selbst, ob sie vor der Johanniterherrschaft, während derselben oder erst zur Zeit der Edelherren von Boxberg errichtet wurde, ist nirgends festzustellen. Jedenfalls war sie unter den Rosenbergern (1381 bis 1572) schon so baufällig, dass sie abgerissen und in ihrer heutigen Form erbaut wurde. Davon zeugt heute noch das Wappen der Ritter von Rosenberg, das im Chorgewölbe sichtbar ist. In welchem Jahr das Wappen angebracht wurde, ist unbekannt, jedenfalls muss es vor 1572 gewesen sein, denn in diesem Jahr starb der letzte Rosenberger. Auch den Nachfolgerbau müssen Katholiken erbaut haben, wie das heute noch zu sehende Sakramentshäuschen an der linken Seite des Chors und die sechs Fresken in seinen Fensternischen zeigen.

### Seit 1589: Zeit als protestantische Kirche
Als Angeltürn 1589 an die von Dienheim kam, mussten die Einwohner den protestantischen Glauben ihres Herrn annehmen. Albrecht von Dienheim war ein eifriger und strenger Verfechter des neuen Glaubens. Er vertrieb den katholischen Pfarrer und übergab die Kirche den Reformierten. Dass Angeltürn erst 1589 protestantische Pfarrei war, geht aus verschiedenen Urkunden hervor. Im Dreißigjährigen Krieg wiederum wurde im Jahr 1624 der protestantische Pfarrer von Tilly entlassen. Auf der Nordseite des heutigen Friedhofs stand früher neben der Kirche ein Pfarrhaus, das jedoch im Dreißigjährigen Krieg zerstört wurde; noch heute findet man immer wieder Mauerreste von ihm. Seit dieser Zeit wurden die Protestanten von den Pfarrern aus Wölchingen bzw. Boxberg betreut und die Katholiken mussten nach Boxberg in die Kirche gehen. Das „Kirchlein am Berg“ wurde so stark vernachlässigt, dass es 1606 darüber heißt: „[es] war dergestalten neglegiert, dass ohne höchste leibs- und lebensgefahr niemand mehr in die Gegend der Kirche, viel weniger in selbige gehen konnte.“ Um das Schlimmste zu verhüten, wurde sie 1661 notdürftig repariert, doch 1691 war sie bereits wieder so baufällig, dass man täglich mit ihrem Einsturz rechnen musste. Dass man um 1709 eine Empore errichtete, war wenig bedacht. Denn durch das schadhafte Dach strömte der Regen herein, so dass die Balken morsch wurden und 1763 die halbe Empore während des Gottesdienstes abstürzte, mitsamt einem jungen Mann, der dabei fast ums Leben kam. Das Dach war so undicht, dass der Pfarrer bei Regenwetter oft nicht wusste, wo er sich in der Kirche aufhalten sollte; als letzte regensichere Zufluchtsstätte blieb ihm nur eine Ecke im Chor. Zu allem Unglück stürzte 1769 bei einem Unwetter der Turm ein und beschädigte das Langhaus. Endlich wurde die Kirche im Jahre 1772 für 900 Gulden gründlich repariert. Dabei wurde die Sakristei abgerissen, deren Tür im Mauerwerk der Kirche heute noch sichtbar ist; die Steine wurden für den abgebrochenen Turm verwendet. Nachdem sich Lutheraner und Reformierte 1821 in der Union vereinigten, gehört sie seit dieser Zeit den Evangelischen.
Folgende protestantische Pfarrer waren in Angeltürn eingesetzt: 1610 Wigandus Schuch, 1611 N. Kunzler und Christoph Heß, 1615 Joh. Hessius, 1619 Joh. Geilmann.

### Seit 1624: Ende der eigenständigen Pfarrei und Zeit als Filialkirche
1624 wurde der protestantische Pfarrer von Tilly vertrieben; da außerdem das Pfarrhaus zugrunde ging und im ganzen Land Armut und Mangel an Pfarrern herrschte, wurde seit jener Zeit die Pfarrei nicht mehr besetzt und die Gläubigen von Wölchingen bzw. Boxberg aus betreut.
1965 und 1993 wurde die Kirche renoviert.

## Architektur und Ausstattung

### Innenausstattung
Die Wandfresken in den Fensternischen dürften um 1450 bei der Neuerbauung der Kirche unter den Rosenbergern entstanden sein. Sie wurden bei der Renovation 1908 durch den Kirchenmaler Armbruster zum Teil stark verunklart. Die Fresken im südlichen Chorfenster wurden bei der Renovierung 1908 am meisten verdorben und vielleicht ganz willkürlich ergänzt.
Deutungsversuche von Willibald Reichwein:
- Der Ritter, der der mit bittender Geste vor ihm stehenden armen Frau (Frau Armut) demütig (er kniet) ein Kleid schenkt, erhält dafür von einem Engel die Krone des Lebens.
- Das gemalte Chorgewölbe scheint die Kirche selbst darzustellen. Die beiden Fenster deuten darauf hin. Der abgebrochene Speer deutet darauf hin, dass ein Ritter gestorben und unter dem Chor in dem Sarkophag beigesetzt worden ist.[2]

Weitere Fresken:
- Die heilige Katharina mit dem Rad.
- Verkündigung
- Paulus
- Petrus[2]

### Orgel
Eine Orgel, die man für 60 Gulden kaufte und für 30 Gulden reparieren ließ, wurde 1845 aufgestellt.

### Glocken
Das Geläut besteht aus drei Glocken. Eine sehr alte, gotische Glocke trägt folgende Inschrift: 
- Ave Maria gratia plena Dominus tecum benedicta, Amen

Die zweite Glocke mit der Inschrift
- Christoph, glockengießer zu Norimberg gos: Gottes Wort bleibt ewig, glaub dem mit That bist selig.[2]

stammt vermutlich von Christoph Rosenhardt gen. Glockengießer (1529–1594), der diese Inschrift oft verwendete.

## Friedhof
Der kircheneigene Friedhof wird von den Protestanten wie von den Katholiken in Angeltürn als gemeinsamer Dorffriedhof genutzt.

## Seelsorge
Die Kirchengemeinde wird von dem Pfarrer in Boxberg betreut und ist die kleinste Kirchengemeinde im Dekanat Adelsheim-Boxberg.